# 556 هـ
556 هـ هي سنة في التقويم الهجري امتدت مقابلةً في التقويم الميلادي بين سنتي 1161 و1161.

## مواليد
- ابن سقلاب
- تاج الملوك بوري

## وفيات
- محمد صاحب مرباط.
- إبراهيم بن دينار.
- طلائع بن رزيك.
- ست القصور.